# Winzerla (Orlamünde)
Winzerla ist ein Weiler, der zu Orlamünde im Saale-Holzland-Kreis in Thüringen gehört.

## Geografie
Dem Namen nach war der Weiler ein Weingut des Orlamünder Herrschergeschlechtes. Auch die Fläche spricht von seiner Lage für diese These. Das nach Süden flach geneigte Hochplateau zum Saaletal auf muschelkalkverwittertem Boden liegend mit einer steileren Hanglage gen Norden vom Hopfenberg und Westen schützend begrenzt, spricht dafür. Der Weiler ist über eine Verbindungsstraße von Orlamünde gut zu erreichen. Drei Anwesen sind sichtbar dem Weiler zuzuordnen. Zu Zeiten der DDR wurden die Flächen vom VEG(Z) Tierzucht Zwätzen und später von VEG(Z) Eisenberg betreut.

## Geschichte
1083 bis 16. Februar 1084 erfolgte die urkundliche Ersterwähnung des Ortes.
Diese deckt sich mit denen der Orlamünder Grafen und ihrer Burg zu Orlamünde.